# الدوري الإنجليزي لكرة القدم 2011–12
الدوري الإنجليزي لكرة القدم 2011–12 (بالإنجليزية: 2011–12 Football League)‏ هو موسم من دوري كرة القدم الإنجليزي. فاز فيه نادي ريدنغ.